# 기독교강원방송
기독교강원방송(상호명 : 강원씨비에스, 약칭 : 강원CBS, 영어: Gangwon Christian Broadcasting System)은 개신교계 방송 중 하나로서, 대한민국 강원특별자치도 영서 지역의 민영 방송이다.
지상파 라디오 방송국을 가지고 있으며, 씨비에스 기업집단의 주력 업체로 CBSi, 노컷뉴스 등 다수의 계열사를 아래에 두고 있다.

## 역사

### 1980년대
- 1985년 4월 : 기독교춘천방송 설립 기도운동
- 1986년 12월 5일 : 기독교춘천방송 설립추진위원회 창립총회(초대위원장 곽철영 목사취임)
- 1987년 2월 9일 : 문공부에 설립신청서 제출청원 (기독교방송사장)
- 1987년 11월 21일 : 청원서 제출 (전두환대통령, 문공. 체신. 국방장관, 4당 총재)
- 1988년 5월 15일 : 기독교춘천방송 설립을 위한 춘천시민 걷기대회 (1만4천명 참여)
- 1988년 6월 29일 : 기독교춘천방송 설립추진위원회 제2대 위원장 윤철중 목사 취임
- 1989년 5월 11일 : 기독교춘천방송 설립추진위원회 제3대 위원장 임택창 목사 취임
- 1989년 9월 3일~05일 : 기독교춘천방송 설립을 위한 연합 대성회(신현균 목사, 춘천 실내체육관)

### 1990년대
- 1990년 1월 28일 : 기독교춘천방송 설립을 위한 방송선교주일 (각 교회)
- 1990년 6월 5일 : 기독교춘천방송 설립을 위한 특별기도회 (CBS 재단이사장, 사장초청)
- 1990년 9월 2일~04일 : 기독교춘천방송 설립을 위한 연합 대성회 (전가화 목사, 춘천 실내체육관)
- 1991년 5월 19일 : 기독교춘천방송 설립을 위한 방송선교주일 (각 교회)
- 1991년 7월 14일 : CBS “새롭게하소서” 공개방송 (춘천실내체육관)
- 1991년 12월 9일 : 기독교춘천방송 설립허가를 위한 5만명 서명운동 발대식
- 1992년 10월 11일 : 기독교춘천방송 설립추진대회 (춘천시청광장)
- 1992년 11월 2일 : 민자당대통령선거공약집(강원도편 제4호에“기독교춘천방송 설립허가”삽입)
- 1992년 11월 30일 : 민자당 故김영삼 前 대통령후보 춘천종합운동장 유세시 “공개공약”
- 1993년 5월 25일 : 기독교춘천방송 설립허가 정책발표 (공보처)
- 1993년 6월 25일 : 기독교춘천방송 설립추진위원회 임시총회(건립위원회로개편, 회장임택창 목사)
- 1993년 9월 23일~24일 : 춘천복음화 대성회 (조용기 목사, 춘천실내체육관)
- 1993년 9월 26일 : 기독교춘천방송 건립주일 (각 교회)
- 1993년 12월 2일 : 공보처로부터 춘천방송 설립추천서 접수 (CBS 본사)
- 1994년 4월 1일 : CBS개설본부 개소 (CBS 본사 발령)
- 1994년 6월 3일 : 기독교춘천방송 건립위원회 총회 (대표회장 윤철중 목사,임택창 목사 취임)
- 1994년 7월 14일 : 송신소(느랏재), 연주소(춘천YMCA신협 4,5층) 확정 감사예배
- 1994년 8월 31일 : 연주소 임대 계약
- 1994년 9월 3일~06일 : ’94춘천복음화 대성회[“새롭게하소서” 공개방송](김선도 목사, 춘천실내체육관)
- 1994년 9월 30일 : 체신부로부터 ‘가허가’ (주파수 FM93.7MHz, 호출부호 HLDC, 출력 3Kw)
- 1994년 10월 16일 : 송신소 기공식 (춘천군 동면 평촌리 산46-3, 느랏재 현장)
- 1994년 11월 16일 : 개설본부 사무실 → 연주소 건물로 이전
- 1994년 12월 12일~28일 : 신입, 경력방송 요원 공채모집 원서교부 및 접수
- 1994년 12월 19일 : 연주소 입주예배
- 1994년 12월 : 송신소 건축 준공
- 1995년 1월 7일 : 신입, 경력방송요원 공채시험
- 1995년 2월 : 연주소 내부공사(스튜디오, 통합사무실) 착수
- 1995년 3월 : 연주소, 송신소 장비설치공사 및 공중선 철탑공사
- 1995년 4월 : 시험전파방송 개시
- 1995년 4월 17일 : 송신소 준공식
- 1995년 4월 24일 : 무선국검사(원주체신청)
- 1995년 4월 30일 : 개국축하연합예배 및 축하공연(춘천실내체육관)
- 1995년 5월 1일 : 개국축하 전야제(춘천실내체육관)
- 1995년 5월 2일 : 개국일
- 1995년 5월 2일 : 기독교춘천방송 개국
- 1995년 5월 26~05일 : 기독교춘천방송 개국기념 ‘김기정 화백 작품초대전’
- 1995년 7월 22일 : 기독교춘천방송 시청자위원회 구성
- 1995년 7월 29일 : 기독교춘천방송 건립위원회 해산총회 및 운영위원회 창립총회
- 1995년 7월 29일 : 기독교춘천방송 운영위원회 초대대표회장 윤철중 목사 취임
- 1995년 8월 22일 : 기독교춘천방송 고 안택균 본부장 기독교춘천 방송장
- 1995년 9월 1일 : 기독교춘천방송 제2대 김용한 본부장 취임
- 1995년 12월 1일 : 기독교춘천방송 연주소 전세계약 및 전세권설정
- 1995년 12월 1일 : 국립베를린대성전합창단 초청공연 (춘천문화예술회관)
- 1996년 4월 27일 : 기독교춘천방송 개국1주년 축하공연 (뮤지컬 “JESUS JESUS") (백령 문화관)
- 1996년 4월 28일 : 기독교춘천방송 개국1주년 축하연합 찬양예배 (백령 문화관)
- 1995년 7월 18일 : 기독교춘천방송 96년도 시청자위원회 위촉 (1996년 7월 1일~1997년 6월 30일)
- 1996년 10월 31일 : 기독교춘천방송 본부장관사 매매계약 체결
- 1996년 11월 7일 : 기독교춘천방송 홍천간이FM중계소 가허가 (강원체신청)
- 1996년 11월 18일 : 일일방송시간 22시간 연장편성
- 1996년 12월 7일 : 모스크바 남성솔리스트앙상블 초청공연 (춘천문화예술회관)
- 1997년 1월 20일 : 기독교춘천방송 홍천중계소 시험전파 발사허가
- 1997년 1월 28일 : 춘천지역교회 수석장로 초청간담회 (춘천베어스타운 관광호텔)
- 1997년 3월 6일 : 홍천중계소 개소감사예배 및 복음성가축제 (홍천만민감리교회)
- 1997년 4월 22일 : 기독교춘천방송 개국2주년기념 “故황수관 박사 초청 건강세미나” 개최 (신성감리교회)
- 1997년 5월 24일 : 기독교춘천방송 개국2주년기념 “복음성가대축제” 개최 (백령 문화관)
- 1997년 6월 13일 : 가청지역내 목회자초청 친선테니스대회 (춘천종합운동장)
- 1997년 7월 1일 : 기독교춘천방송 시청자위원회 위촉 (1997년 7월 1일~1999년 6월 30일)
- 1997년 9월 1일 : 기독교춘천방송 제3대 노병유 본부장 취임
- 1997년 11월 22일 : 러시아 스코모로키 민속예술단 초청공연 (백령문화관관)
- 1998년 1월 19일~23일 : CBS소년소녀합창단 창단준비 음악캠프 (강촌유스호스텔)
- 1998년 1월 19일 : 기독교춘천방송 제4대 조영훈 본부장 취임
- 1998년 5월 21일 : 기독교춘천방송 개국3주년기념 “새롭게하소서” 간증집회(백령 문화관)
- 1998년 6월 30일 : 기독교춘천방송 운영후원회 정기총회 (중앙성결교회) * 대표회장 윤철중 목사 연임
- 1998년 8월 10일~13일 : CBS소년소녀합창단 여름음악캠프 (집다리골 자연휴양림)
- 1998년 9월 28일 : 제2회 가청지역내 목회자초청 친선테니스대회 (춘천종합운동장)
- 1998년 11월 7일 : CBS소년소녀합창단 창단공연 (춘천문화예술회관)
- 1999년 3월 2일 : 기독교춘천방송운영후원회 실행위원초청 간담회 (사장, 이사장 내춘)
- 1999년 3월 5일 : 기독교춘천방송 제5대 한국연 본부장 취임
- 1999년 4월 10일 : 기독교춘천방송 개국4주년기념 “흑인영가단 초청공연” (춘천문화예술회관)
- 1999년 10월 9일 : CBS소년소녀합창단 제2회정기공연 (춘천문예회관)
- 1999년 12월 4일 : 기독교방송 창사45주년기념 “밀레니엄CCM페스티벌” (백령 문화관)

### 2000년대
- 2000년 2월 23일 : 연주소 전세권변경 설정완료(1999년 11월 30일~2004년 11월 30일)
- 2000년 4월 20일 : 개국5주년기념 “러시아천사 합창단 공연”
- 2000년 7월 13일 : CBS경영진단(아더앤더슨 코리아 컨설턴트)
- 2000년 7월 18일 : 인터넷방송 개국기념 “정오의 가스펠 공개방송”(일송 아트홀)
- 2000년 7월 24일 : 제 6대 이영선 본부장 취임
- 2000년 9월 1일 : 남북하나되기 평화콘서트(문화예술회관)
- 2000년 11월 13일 : 소년소녀합창단 제4회 정기공연(일송아트홀)
- 2001년 6월 19일~22일 : 무선국 정기검사
- 2001년 8월 9일 : 3차 운영후원회(정족수 미달로 연기)
- 2001년 10월 14일 : 정오의 가스펠 공개방송(중앙감리교회)
- 2001년 11월 28일 : 4차 운영후원회(순복음춘천교회 김주환 목사 제2대 운영후원회장으로 선출)
- 2001년 11월 12일 : 송신소 임대차 계약(불교방송. 월 350만원 부가세별도)
- 2001년 12월 13일 : 창사 47주년 기념행사(불가리아 Sofia-Madrigal합창단, 일송아트홀)
- 2001년 12월 29일 : 소년소녀합창단 제4회 정기공연(일송아트홀)
- 2002년 2월 28일 : 정오의 가스펠공개방송(동부장로교회)
- 2002년 2월 28일 : 경비용역 1명 감원(박해창)
- 2002년 3월 13일 : 정오의 가스펠공개방송(중앙감리교회)
- 2002년 4월 18일 : 우크라이나 "KIEV SAXOPHONE QUARTET"초청공연
- 2002년 4월 26일 : 춘계 연합체육대회(장소: 문경세제 춘천.청주.대전방송)
- 2002년 5월 17일 : 연주소 부지계약(칠전동 527-1 475평. 2억4천만원)
- 2002년 5월 28일 : 제5차 운영후원회(세종호텔. 금잔디룸)
- 2002년 6월 13일 : 개국 7주년기념행사(독일“SALTA CELLO"초청공연 장소 : 일송아트홀)
- 2002년 8월 3일 : 송신소 UPS BATTERY교체(이화엔지니어링. 500만원)
- 2002년 8월 8일~10일 : 합창단 여름캠프(홍천수양관 45명 참가)
- 2002년 8월 16일~20일 : 합창단 일본순회공연(동경. 하꼬네. 디즈니랜드. 단원30명)
- 2002년 8월 24일 : 알레듀오 라이브 콘서트(중앙감리교회)
- 2002년 9월 4일 : 연주소부지 등기완료(267,778,700원 제세공과금포함)
- 2002년 9월 27일 : 추계 직원 야유회(인제 백담사)
- 2002년 10월 22일 : 위성TV개국기념 보리스가큐에레 초청“Classic Guitar"의 밤 행사
- 2002년 11월 29일 : 제5회 소년소녀합창단 정기공연(일송아트홀)
- 2002년 12월 1일 : 박종호 라이브 콘서트(순복음춘천교회)
- 2002년 12월 13일 : 창사 48주년기념“덴마크 국립합창단”초청공연(일송아트홀)
- 2003년 1월 22일 : 시사교양강좌 “SOFA" 왜 개정되어야 하나(공영빌딩. 강사: 외대 이장희교수)
- 2003년 1월 31일 : 본부장 차량교체(다이너스티 구입가 31,365,845원 제세공과금 포함)
- 2003년 2월 21일 : 정오의 가스펠 공개방송(석사감리교회)
- 2003년 3월 7일 : 제7차 운영후원회(세종호텔 금잔디룸 사옥건축보고)
- 2003년 3월 20일 : 신사옥 설계계약(형제 K종합건축사 사무소)
- 2003년 3월 21일 : 이정식의 “0시의 재즈”공개방송(일송아트홀)
- 2003년 4월 14일 : 제7대 조영훈 본부장 취임
- 2003년 4월 29일 : 개국 8주년기념행사(불가리아“Saint Kyril Metodi 합창단” 공연장소 : 일송아트홀)
- 2003년 5월 20일 : "SPRING FESTIVAL"공개방송(일송아트홀)
- 2003년 6월 17일 : 시청자위원회 개최(세종호탤)
- 2003년 6월 25일 : 동계올림픽유치 기원“횃불 기도회” 개최(원주 치악실내체육관)
- 2003년 7월 10일 : 제8대 이병식 본부장 취임
- 2003년 8월 30일 : 연주소 부지 형질변경연장(2004년 8월 31일까지)
- 2003년 12월 1일 : 창사 49주년기념 “터키국립합창단”초청공연(한림대일송아트홀)
- 2003년 12월 27일 : 제6회 어린이합창단 정기공연- 뉴질랜드 남십자성예술단협연(한림대 일송아트홀)
- 2004년 2월 23일 : 청소년 열린음악회(홍천고등학교 체육관}
- 2004년 5월 8일 : 결식아동을 위한 사랑의 콘서트(강원대 백령문화관)
- 2004년 5월 25일 : “봄 그리고 축제”(한림대 일송아트홀)
- 2004년 7월 11일 : 김정집사 초청 고길화의 파워CCM공개방송(중앙성결교회)
- 2004년 8월 2일 : 전략적제휴 MOU체결(강원도민일보사)
- 2004년 8월 21일 : 무궁화 꽃이 피었습니다 행사(홍천 무궁화공원)
- 2004년 9월 1일 : 제9대 김진규본부장 취임
- 2004년 10월 23일 : CCM FESTIVAL(중앙성결교회)
- 2004년 12월 8일 : 창사50주년기념 “강원선교대회”(백령문화회관)
- 2004년 12월 14일 : 제7회 어린이합창단 정기공연(한림대일송아트홀)
- 2005년 1월 13일~14일 : 목회자초청 겨울여행(장소: 울진 권오서 목사외 5명)
- 2005년 1월 25일 : 동계올림픽 유치관련 “드림2005”행사 찬조공연(어린이합창단)주최 : 강원도 장소 : 용평
- 2005년 1월 29일 : 어린이 합창단 졸업식
- 2005년 3월 30일 : 부활절기념 SOMA Trio초청 공연(홍천 희망장로교회)
- 2005년 4월 13일 : 필그림앙상블 초청공연(석사감리교회)
- 2005년 5월 1일 : 개국 10주년기념 연합성회(백령 문화관)
- 2005년 5월 28일 : CBS여성합창단 창단공연(문화예술회관)
- 2005년 6월 4일 : 개국 10주년기념 소리엘 초청음악회(일송아트홀)
- 2005년 6월 23일 : 운영후원회 총회(신성감리교회 김창수 목사 회장선임)
- 2005년 8월 18일~20일 : CBS소년소녀합창단 여름캠프(홍천)
- 2005년 10월 6일 : 제10대 김광수 본부장 취임
- 2005년 11월 29일 : 특집공개방송 ‘세대공감’(한림대 일송아트홀)
- 2005년 12월 16일 : 소년소녀합창단 제8회 정기공연(한림대 일송아트홀)
- 2006년 2월 23일 : Jump Together공개방송(중앙감리교회)
- 2006년 4월 3일 : 목회자등반대회(팔봉산)
- 2006년 5월 25일 : 희망으로 콘서트(한림대 일송아트홀)
- 2006년 7월 7일~08일 : 강원선교대회(강원대 백령문화관)
- 2006년 11월 30일 : 필그림앙상블 초청음악회(한림대 일송아트홀)
- 2006년 12월 15일 : 소년소녀합창단 제9회 정기공연(한림대 일송아트홀)
- 2007년 3월 1일 : 크리스천 축구대회(공지천)
- 2007년 5월 13일 : 창립 12주년 기념음악회(춘천중앙감리교회)-심수봉외
- 2007년 5월 28일 : 목회자테니스대회
- 2007년 9월 3일~05일 : 춘천선교대회(장경동 목사 초청)
- 2007년 10월 12일 : 소마트리오와 함께하는 클래식가을여행(중앙성결교회)
- 2007년 10월 28일 : 박종호 콘서트(춘천중앙감리교회)
- 2007년 11월 24일 : CBS소년소녀합창단 정기공연
- 2008년 2월 18일 : 제11대 김세환 본부장 취임
- 2008년 5월 : 크리스천 축구대회 (영동에서 강원예선 통합실시)
- 2008년 5월 30일 : 개국13주년 기념 “행복콘서트”공연(한림대 일송아트홀)
- 2008년 10월 6일 : 춘천 성시화를 위한 2008 연합선교대회(대전 오정호 목사)
- 2008년 11월 1일 : 춘천CBS 소년 소녀 합창단 정기공연
- 2008년 11월 20일 : 춘천CBS 창립13주년 가을음악회(헤리티지&매스콰이어 콘서트)
- 2009년 6월 9일 : 소년소녀합창단 감사예배 및 단장, 고문, 자문위원 위촉장 수여식
- 2009년 6월 15일 : 제12대 박만석 본부장 취임
- 2009년 11월 3일 : CBS가을음악회 공연
- 2009년 11월 8일 : CBS가스펠축제
- 2009년 11월 16일 : 춘천CBS 소년 소녀 합창단 정기공연

### 2010년대
- 2010년 4월 15일 : 바리톤 김동규 초청음악회
- 2010년 5월 2일 : 개국15주년 장경동 목사 초청 기념성회
- 2010년 10월 28일 : CBS가을음악회 공연(전영록, 박강성외)
- 2010년 11월 20일 : 제13회 춘천CBS 소년 소녀 합창단 정기공연
- 2010년 12월 15일 : 가스펠2010
- 2011년 5월 20일~21일 : 『점프』 공연
- 2011년 6월 1일 : 제13대 장승철 본부장 취임
- 2011년 9월 15일 : 춘천CBS 운영이사회 세미나 개최
- 2011년 9월 28일 : CBS와 함께하는 가스펠 춘천2011
- 2011년 11월 10일 : 춘천CBS 가을 음악회 공연
- 2011년 11월 22일 : 춘천CBS 소년 소녀 합창단 정기공연
- 2012년 6월 5일 : 춘천CBS 창립 17주년 기념 Vittoria Opera단 Gala Concert
- 2012년 6월 15일 : 1차 행복더하기학교 행사(속초)
- 2012년 7월 13일 : 2차 행복더하기학교 행사(횡성)
- 2012년 9월 17일~21일 : 춘천CBS 운영이사회 해외세미나(중국 구채구)
- 2012년 10월 29일 3차 : 행복더하기학교 행사(강릉)
- 2012년 11월 2일 : 춘천CBS 가을 음악회 공연
- 2012년 11월 20일 : 제15회 춘천CBS 소년 소녀 합창단 정기공연
- 2012년 12월 2일 : CBS와 함께 하는 가스펠 철원 지역 찬양 집회
- 2012년 12월 4일 : 4차 행복더하기학교 행사(태백)
- 2012년 12월 5일 : CBS와 함께 하는 가스펠 춘천 2012
- 2012년 12월 20일 : 제14대 임형섭 본부장 취임
- 2013년 4월 1일~13일 : 개국18주년 기념 성지순례(터키, 그리스 지역)
- 2013년 4월 30일 : 춘천CBS 창립 18주년 기념 희극 오페라 갈라 콘서트(춘천문화예술회관)
- 2013년 7월 8일 : 목회자 스피치 세미나(순복음춘천교회)
- 2013년 9월 4일 : 1차 행복한 학교 만들기 토크 콘서트(춘천, 한림대 일송아트센터)
- 2013년 9월 5일 : 춘천CBS 가을음악회 공연(강원대 백령아트센터)
- 2013년 9월 25일 : 2차 행복한 학교 만들기 토크 콘서트(강릉, 원주대 해람관)
- 2013년 10월 7일 : 원주지역 CBS-TV 출범 감사예배((원주 웨딩타운 3층 로즈마리홀)
- 2013년 10월 14일~18일 : 춘천CBS 운영이사회 해외세미나(일본 북해도)
- 2013년 10월 20일 : CBS와 함께 하는 가스펠 춘천 2013(신성감리교회)
- 2013년 11월 12일 : 3차 행복한 학교 만들기 토크 콘서트(원주, 폴리텍대학교 강당)
- 2013년 11월 26일 : 제16회 춘천CBS 소년 소녀 합창단 정기공연(춘천문화예술회관)
- 2013년 12월 28일 : ‘청계천+20 프로젝트 허와 실’ 2013 강원기자상 기획취재부문 수상
- 2014년 3월 4일 : 원주 투알방송(흥양천 공동체라디오)과 MOU 체결
- 2014년 3월 26일 : 1차 CBS 학부모특강(춘천 강원대 백령아트센터)
- 2014년 3월 28일 : 2차 CBS 학부모특강(원주 한라대 강당)
- 2014년 4월 3일 : 3차 CBS 학부모특강(강릉원주대학교 해람문화관)
- 2014년 3월 31일~09일 : 개국19주년 기념 종교개혁지 성지순례(체코, 독일, 스위스, 이탈리아 지역)
- 2014년 4월 29일 : 춘천CBS 창립 19주년 기념 음악회 (봄의 연가)(춘천문화예술회관, 테너 최승원/자전거 탄 풍경/작가 이철환)
- 2014년 6월 10일 : 원주FM방송보조국(중계소) 개국 허가
- 2014년 9월 22일 : CBS원주방송 운영이사회 창립감사예배 및 기념식
- 2014년 9월 26일 : 춘천CBS, 강원CBS로 사명 변경
- 2015년 4월 13일 : 기독교강원방송 원주FM방송보조국(중계소) 개국
- 2016년 11월 30일 강원CBS 춘천시 서면 신사옥 기공식
- 2019년 11월 12일 강원CBS, 춘천시 서면 신사옥 준공식·감사예배

### 2020년대
- 2023년 6월 11일 강원특별자치도 춘천시 서면 박사로 892

## 방송 송출 시설망
| 강원CBS 라디오 | 강원CBS 라디오 | 강원CBS 라디오 | 강원CBS 라디오 | 강원CBS 라디오                             | 강원CBS 라디오 |
| 송신소         | 주파수         | 출력           | 호출부호       | 송신소 위치                                | 비고           |
| -------------- | -------------- | -------------- | -------------- | ------------------------------------------ | -------------- |
| 느랏재 송신소  | FM 93.7㎒      | 3㎾            | HLDC-FM        | 강원 춘천시 동면 평촌리 산46-4             |                |
| 홍천 중계소    | FM 93.7㎒      | 90W            | HLDC-FM        | 강원 홍천군 홍천읍 연봉리 191-4            |                |
| 윗도골 중계소  | FM 94.9㎒      | 200W           | HLDC-FM        | 강원 원주시 소초면 수암리 산209-2 (G1방송) | [ 1 ]          |

### 라디오 시보 멘트
- 춘천, 홍천 FM 93.7MHz, 원주, 횡성 94.9MHz CBS 라디오입니다. HLDC

## 같이 보기
- KBS춘천방송총국
- KBS원주방송국
- 춘천MBC
- 원주MBC
- G1방송
- TBN 강원교통방송
- BBS 춘천불교방송